# Vincenzo Milillo
Vincenzo Milillo (Sannicandro di Bari, 10 giugno 1904 – Roma, 7 novembre 1966) è stato un politico italiano.

## Biografia
Avvocato pugliese, eletto al Senato della Repubblica con il Partito Socialista Italiano nella I legislatura della Repubblica Italiana; viene poi rieletto nella III Legislatura e riconfermato nella IV. Nel 1964 lascia il PSI per contribuire alla nascita del Partito Socialista Italiano di Unità Proletaria. Muore nell'autunno del 1966 a 62 anni, da senatore in carica. È sepolto al Cimitero del Verano a Roma.